# Folsomia macroseta
Folsomia macroseta är en urinsektsart som beskrevs av Ford 1962. Folsomia macroseta ingår i släktet Folsomia och familjen Isotomidae. Inga underarter finns listade i Catalogue of Life.